# Craig Horner
Craig Horner (Brisbane, 1983. január 24. –) ausztráliai színész és zenész. 
Legismertebb alakítása Richard Cypher A hős legendája című sorozatban.

## Élete
Azután szerette meg a színészetet, miután szerepelt a Szentivánéji álom című iskolai produkcióban. Tagja volt az Earth For Now nevű együttesnek.
Az első nagy szereplése egy ausztráliai televízió programban, a Cybergirl című sorozatban kezdődött Christine Amorral. Majd egy újabb sorozatban is megjelent Cariba Heine-nel a Szörfsuli című sorozat 3. évadában. A legnagyobb áttörést a H2O: Egy vízcsepp elég című sorozat hozta neki. Terry Goodkind legújabb sorozatában Richard Cypherként a főszerepet kapta A hős legendája című sorozatban. Szabadidejében gitározik és zenét ír. Természetkedvelő és szeret focizni, röplabdázni, teniszezni, úszni, síelni, snowboardozni, és kajakozni.

## Filmográfia

### Filmek
| Év   | Magyar cím            | Eredeti cím       | Szerep           | Magyar hang     |
| ---- | --------------------- | ----------------- | ---------------- | --------------- |
| 2022 | A tökéletes párosítás | A Perfect Pairing | Calder           | Dányi Krisztián |
| 2012 |                       | Joey Dakota       | Joey Dakota      |                 |
| 2006 | Menekülj!             | See No Evil       | Richie Bernson   | Előd Botond     |
| 2003 | Úszóbajnok            | Swimming Upstream | Ronald Fingleton |                 |
| 2002 | Bulihegyek            | Blurred           | Pete             |                 |

### Televíziós szerepek
| Év        | Magyar cím                 | Eredeti cím          | Szerep              | Megjegyzések                                                                           |
| --------- | -------------------------- | -------------------- | ------------------- | -------------------------------------------------------------------------------------- |
| 2016      | Egyszer volt, hol nem volt | Once Upon a Time     | Monte Cristo grófja | 1 epizód                                                                               |
| 2015      |                            | Hindsight            | Sean                | főszereplő                                                                             |
| 2008–2010 | A hős legendája            | Legend of the Seeker | Richard Cypher      | főszereplő magyar hangok Dányi Krisztián                                               |
| 2008      | Szörfsuli                  | Blue Water High      | Garry Miller        | főszereplő magyar hangok Kisfalusi Lehel                                               |
| 2007–2008 | H2O: Egy vízcsepp elég     | H2O: Just Add Water  | Ash Dove            | mellékszereplő magyar hangja Kováts Dániel (1. szinkron) Markovics Tamás (2. szinkron) |
| 2006      |                            | Monarch Cove         | Caleb               | 8 epizód                                                                               |
| 2005      |                            | headLand             | Jackson Campbell    | 2 epizód                                                                               |
| 2001      |                            | Cybergirl            | Jackson Campbell    | főszereplő                                                                             |